# Cinema artistico

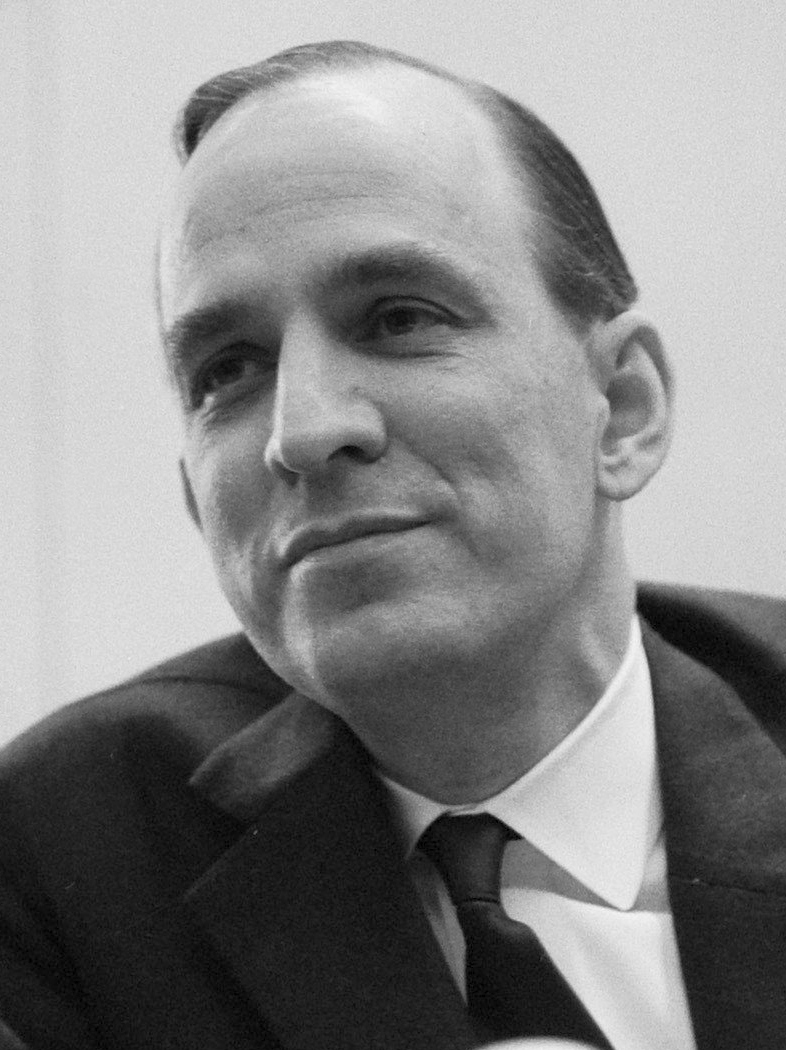
Ingmar Bergman (1966)

Il cinema artistico è quello realizzato per la ricerca di valori artistici ed estetici. Solitamente, i film d'arte si focalizzano sull'espressività dell'autore, i pensieri e i desideri dei personaggi, hanno contenuti fortemente simbolici e sono di carattere sperimentale. Solitamente, i film di questo tipo sono indipendenti e rivolti a un mercato di nicchia.

## Storia

### Antecedenti: 1910-1920
I precursori del cinema d'autore e artistico sono il film muto L'Inferno (1911) di Francesco Bertolini, Giuseppe De Liguoro e Adolfo Padovan e Intolerance (1916) di David Wark Griffith. Anche le pellicole del russo Sergei Eisenstein, che esercitarono un'importante influenza su diverse generazioni di registi europei per decenni, vengono annoverate fra gli antecedenti del cinema d'arte. Una di queste, La corazzata Potëmkin (1925), è un film di propaganda ambientato durante la rivoluzione russa del 1905 in cui viene fatto uso di un innovativo montaggio serrato mirato a colpire emotivamente lo spettatore. Grazie al consenso positivo unanime ricevuto dalla critica, il governo sovietico commissionò a Eisenstein Ottobre (1928) per celebrare il decimo anniversario della rivoluzione d'ottobre del 1917. Nel 1929, Eisenstein diresse anche La linea generale.
I film d'arte subirono anche l'influsso del cinema d'avanguardia spagnolo di Luis Buñuel e Salvador Dalí, che realizzarono L'âge d'or nel 1930, e del cinema di Jean Cocteau, il cui Le sang d'un poète del 1930 fa un largo uso di immagini oniriche. Negli anni 1920, le società cinematografiche iniziarono a sostenere l'idea che i film potessero essere suddivisi in "cinema di intrattenimento diretto verso un pubblico di massa e uno d'arte più serio e rivolto a un pubblico intellettuale". Alfred Hitchcock e Ivor Montagu costituirono una società cinematografica in Inghilterra e importarono oltremanica dei film, da loro definiti "risultati artistici", comprendenti dei "film sovietici di montaggio dialettico e pellicole espressioniste tedesche degli studi della Universum Film AG".
Il movimento francese Cinéma pur operò fra gli anni venti e trenta e contribuì agli sviluppi del cinema d'arte. Questa corrente comprendeva diversi rinomati artisti dada che usarono le tecniche cinematografiche per trascendere le convenzioni narrative, le tradizioni di stampo borghese e le nozioni aristoteliche convenzionali di tempo e spazio. Il Cinéma pur era stato a sua volta influenzato da registi tedeschi "assoluti" come Hans Richter, Walter Ruttmann e Viking Eggeling. Richter affermò che il suo film del 1921 Rhythmus 21 fosse il primo film astratto mai creato. Sebbene la sua affermazione si fosse rivelata errata in quanto era stato preceduto dai futuristi italiani Bruno Corra e Arnaldo Ginna tra il 1911 e il 1912 (come conferma ad esempio il Manifesto futurista del cinema), così come dal tedesco Walter Ruttmann, che produsse Lichtspiel Opus 1 nel 1920, Rhythmus 21 viene considerato un importante tassello del cinema astratto.

### 1930-1950

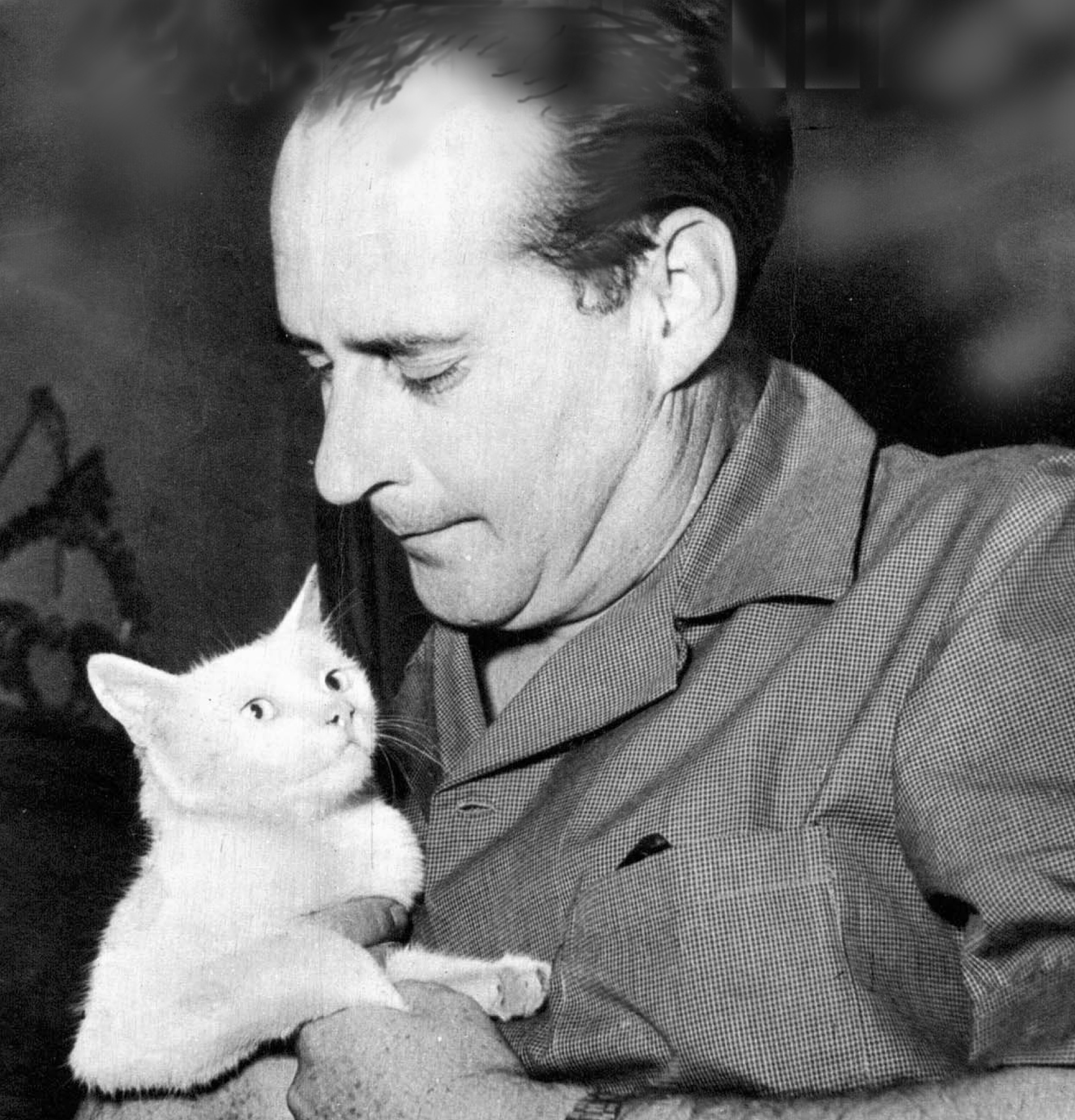
Roberto Rossellini diresse Roma città aperta (1945)

Fra gli anni trenta e quaranta, il cinema di Hollywood iniziò a distinguere il mercato di film che mettono in auge le aspirazioni artistiche dei loro autori (come ad esempio Il traditore del 1935 di John Ford e Lungo viaggio di ritorno del 1940 di Eugene O'Neill), e il cinema d'intrattenimento mirato al guadagno, che all'epoca comprendeva i thriller sui gangster. William Siska sostiene che film neorealisti italiani realizzati a partire nella seconda metà degli anni quaranta, come Roma città aperta (1945), Paisà (1946) e Ladri di biciclette (1948) possano essere annoverati in un altro "movimento consapevole di film d'arte".
Alla fine degli anni quaranta, con l'emersione dei cinema d'essai in varie grandi città e cittadine universitarie statunitensi, il pubblico americano iniziò a distinguere le produzioni hollywoodiane da quelle dei neorealisti italiani e altre pellicole europee di matrice "artistica". Dopo la seconda guerra mondiale, "... un pubblico sempre più grande iniziò a stancarsi dei film tradizionali di Hollywood", e iniziò a frequentare i nuovi cinema per vedere delle "alternative ai film che trasmettevano nelle principali sale cinematografiche". I film proiettati in questi cinema d'arte includevano "film americani, britannici, di lingua straniera e indipendenti, nonché documentari e revival di classici di Hollywood". Film come Whisky a volontà (1949) di Alexander Mackendrick, Scarpette rosse (1948) di Michael Powell ed Emeric Pressburger e il già citato Roma città aperta di Rossellini iniziarono a interessare il pubblico americano dell'epoca.
Alla fine degli anni cinquanta, i cineasti francesi iniziarono a produrre film influenzati dal neorealismo italiano e dal cinema narrativo classico e scaturì uno stile di cinema d'arte che i critici chiamarono Nouvelle Vague. Sebbene esso non fosse un movimento organizzato formalmente, i cineasti della Nouvelle Vague erano legati da un autocosciente rifiuto della forma cinematografica classica e da uno spirito di iconoclastia giovanile. Nonostante gli sconvolgimenti sociali e politici dell'epoca, questi registi proseguirono la loro attività proponendo pellicole in cui venivano sperimentate forme radicali di montaggio, stile visivo, narrazione e segnando una rottura con il paradigma conservatore dominante. Alcuni dei pionieri più importanti del gruppo, tra cui François Truffaut, Jean-Luc Godard, Éric Rohmer, Claude Chabrol e Jacques Rivette, erano originariamente critici della rivista cinematografica Cahiers du cinéma. Secondo i membri della Nouvelle Vague, il regista doveva essere considerato l '"autore" dei suoi film, e il suo stile riconoscibile in ogni sua opera.

### Anni 1960-1970
Il concetto di "film artistico" iniziò ad essere usato negli USA e, in misura molto minore, anche in Europa solo durante gli anni sessanta. Negli Stati Uniti, il termine aveva molteplici significati e poteva indicare i film "d'autore" in lingua non inglese, quelli indipendenti o sperimentali, i documentari e i cortometraggi o, più negativamente, fungeva da eufemismo rivolto ai film di serie B italiani e francesi. Invece, negli anni 1970, il termine si riferiva al cinema europeo dai contenuti sessuali espliciti come, ad esempio, Io sono curiosa (1967) dello svedese Vilgot Sjöman. Oggi, invece, il termine viene usato oltreoceano per riferirsi, più o meno vagamente, a produzioni realizzate da artisti americani moderni, fra cui Blue Movie (1969) di Andy Warhol, ai film d'autore o sperimentali, le pellicole di Alfred Hitchcock degli anni sessanta, e quelle proiettate nei cinema d'essai.

### Anni 1980 - 2000

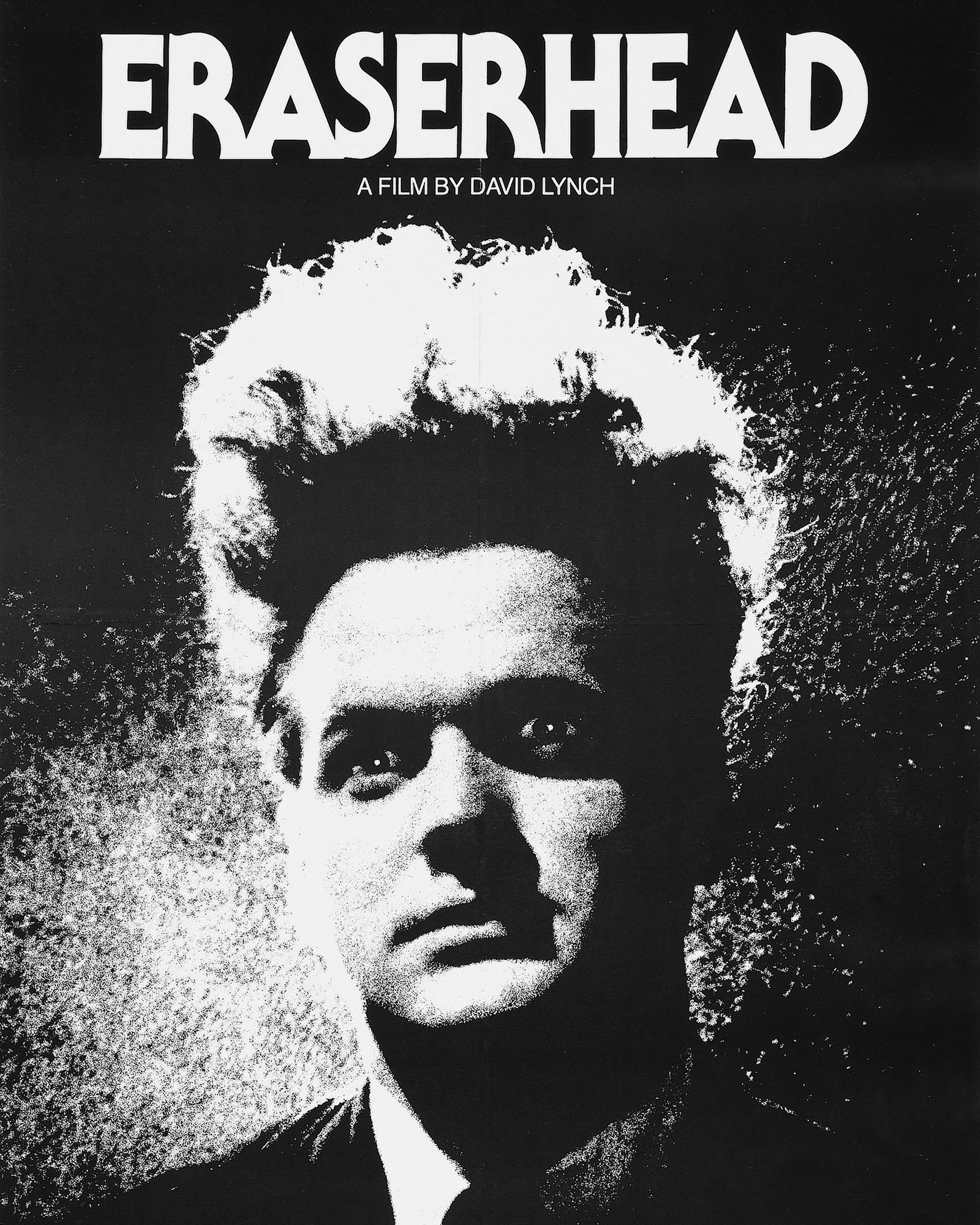
Poster di Eraserhead - La mente che cancella (1977)

Fra gli anni ottanta e novanta, dal momento che il cinema indipendente e quello artistico condividono molti aspetti in comune, i due termini divennero sinonimi, almeno negli USA. Furono aperte industrie cinematografiche di settore come la Miramax Films e diverse aziende importanti aprirono delle sottosezioni specializzate nella realizzazione di film destinati a un pubblico di settore come la Fox Searchlight Pictures, la Focus Features, la Sony Pictures Classics e la Paramount Vantage.
Nel 2007, Camille Paglia asserì che "con la sola eccezione della serie Il Padrino di Francis Ford Coppola, con i suoi rapidi flashback e il grintoso realismo sociale, (non c'è) un singolo film prodotto negli ultimi 35 anni che sia probabilmente di peso o virtuosismo filosofico pari a Il settimo sigillo o Persona di Bergman". Paglia afferma anche che i giovani degli anni duemila "non riescono a essere abbastanza pazienti di fronte alla lentezza in cui erano un tempo specializzati i registi europei", approccio grazie al quale potevano "controllare le più piccole espressioni facciali o la gelida folata di vento in una stanza sterile con grande eleganza".
Secondo il regista, produttore e distributore Roger Corman, "dopo gli anni cinquanta e sessanta, i film artistici smisero di esercitare una significativa influenza nel mondo del cinema. Hollywood assorbì e incorporò totalmente la lezione dei film europei". Corman affermò inoltre che "gli spettatori potevano vedere qualcosa dell'essenza del cinema d'arte europeo nei film di Hollywood degli anni settanta ... (di conseguenza), il film d'arte, che non era mai solo una questione di cinema europeo, divenne sempre più un fenomeno mondiale — Questo sebbene abbia dovuto lottare per ottenere un ampio riconoscimento". Egli aggiunse anche che "Hollywood stessa ampliò radicalmente la sua gamma estetica (...) perché il vasto numero di soggetti a portata di mano si ampliò al punto da includere le condizioni stesse della creazione di immagini, della produzione cinematografica, della nuova e prismatica esperienza mediata dai moderni mezzi di comunicazione. C'è un nuovo pubblico che ha imparato a conoscere i film d'arte nelle videoteche. (...) esiste effettivamente la possibilità di una rinascita (del film d'arte negli Stati Uniti)".

## Caratteristiche
Gli studiosi di critica cinematografica e filmologia sostengono che un film d'arte sia contrassegnato da "qualità formali" che lo renderebbero differente dai film di Hollywood. Fra gli elementi distintivi di un film d'arte vi sono il marcato realismo sociale, la forte espressività da parte del regista e un'analisi approfondita dei pensieri, i sogni o le esigenze dei personaggi, che va a discapito di una trama lineare. Lo studioso di cinema David Bordwell definisce il cinema d'arte "un genere cinematografico, con convenzioni distinte".
I produttori di film d'arte di solito presentano i loro film nei cinema d'essai e in festival cinematografici. Il termine "film artistico" è molto più usato nei paesi anglosassoni rispetto all'Europa continentale, dove sono preferiti i concetti "film d'autore" e "cinema nazionale". Dal momento che sono rivolti a un pubblico di nicchia, i film d'arte raramente acquisiscono il sostegno finanziario che consentirebbe grandi budget di produzione come quelli che ottengono i blockbuster. I registi di film artistici sono pertanto costretti a selezionare attori poco noti o amatoriali e scenografie modeste.